# Eric Duncan
Thomas Eric Duncan (* 1972 in Green Hill Quarry, Liberia; † 8. Oktober 2014 in Dallas, Texas) war ein liberianischer Staatsbürger und im Zuge der Ebolafieber-Epidemie 2014 der in der US-amerikanischen Geschichte erste Ebola-Infizierte (Indexpatient) auf dem Gebiet der Vereinigten Staaten von Amerika.

## Leben
Thomas Eric Duncan wuchs zunächst im Dorf Green Hill Quarry nahe der Yila-Missionsstation auf und lebte später in einem Armenviertel von Monrovia, der Hauptstadt Liberias. Jahre später zog Duncan in ein mittelständisch geprägtes Stadtviertel von Monrovia um, wo er die Highschool besuchte.
Nach Ausbruch des liberianischen Bürgerkriegs (1989–2003) versuchte eine bereits in den Vereinigten Staaten lebende Halbschwester Duncans, Einreisegenehmigungen für die Familie zu erwirken. Diese wurden jedoch allesamt abgelehnt. Daraufhin flohen Duncan und ca. 20 weitere Familienmitglieder in die Elfenbeinküste, wo sie viele Jahre in einem Flüchtlingslager bei Danané lebten. Dort begann Duncan 1994 eine Beziehung mit Louise Troh, die 1995 einen Sohn zur Welt brachte.
1998 wurde Trohs Visum für die Vereinigten Staaten genehmigt, so dass sie mit dem gemeinsamen, damals dreijährigen Sohn zunächst nach Boston ausreiste. Heute leben sie in Dallas. Einige andere Familienmitglieder, darunter einer seiner Brüder und seine Mutter Garteh Korkoryah, erreichten zu jener Zeit ebenfalls ihre Ausreise in die Vereinigten Staaten und leben wie Troh und der gemeinsame Sohn noch heute dort.
Duncans eigene Visumanträge wurden jedoch weiterhin abgelehnt. Deshalb zog er nach der Ausreise seiner Freundin und seines Sohnes weiter nach Ghana, wo er fortan in Buduburam, einem stadtähnlichen und durchaus prosperierenden Flüchtlingslager lebte. Erst 2013, als das Flüchtlingslager seitens der ghanaischen Regierung geschlossen wurde, kehrte Duncan nach Liberia zurück.
Seit dem Ende des Bürgerkriegs waren bereits zehn Jahre vergangen. Thomas Eric Duncan lebte nun wieder in dem Stadtviertel von Monrovia, wo er die Highschool absolviert hatte. Die einst mittelständisch geprägte Gegend hatte sich aber mittlerweile in ein Slum verwandelt. Duncan wohnte in einem gemieteten Zimmer auf dem 72nd SKD Boulevard der Stadt.
Duncan arbeitete zuletzt für Safeway Cargo, den FedEx-Spediteur in Monrovia, wo er persönlicher Chauffeur des Geschäftsführers war. Anfang September 2014 kündigte Duncan dieses Arbeitsverhältnis jedoch. Duncan war insgesamt vierfacher Vater.

## Ebola-Exposition
Am 15. September 2014 half Duncan nachweislich dabei, die an Ebola erkrankte, schwangere Tochter seines Vermieters in eine Klinik zu verbringen. Dort wurden sie jedoch aufgrund von Überfüllung abgewiesen. Die Frau wurde zurück nach Hause gebracht, wo sie wenige Stunden später verstarb. Laut mehrerer Quellen hat Duncan diese Ebola-Exposition später gegenüber seinen Angehörigen in den Vereinigten Staaten sowie gegenüber dem später auf den Plan gerufenen medizinischen Personal verschwiegen.

## Indexpatient in den Vereinigten Staaten
Am 19. September 2014 reiste Duncan von Monrovia über Brüssel und Washington, D.C. nach Dallas, wo er am 20. September 2014 ankam.
Duncan reiste in die Vereinigten Staaten, um dort viele seiner Angehörigen nach Jahren der Trennung wieder zu sehen und insbesondere, um Louise Troh, mittlerweile US-amerikanische Staatsbürgerin und Mutter seines nunmehr 19-jährigen Sohnes, zu heiraten.
Im Rahmen des obligatorischen Gesundheitschecks am Flughafen von Monrovia zeigte er keinerlei Symptome, welche auf Ebolafieber schließen ließen. In Dallas wohnte Duncan in einer Wohnung nordöstlich der Innenstadt bei Angehörigen, darunter auch Troh.
Am 24. September 2014 zeigte Duncan, zu dieser Zeit bereits seit vier Tagen in den Vereinigten Staaten, die ersten spezifischen Symptome. Am 25. September 2014 suchte er dann das Texas Health Presbyterian Hospital in Dallas auf, von wo aus er jedoch wieder nach Hause geschickt wurde. Daraufhin verschlechterte sich sein Gesundheitszustand enorm, so dass er am 28. September 2014 mit einem Krankenwagen zurück ins Krankenhaus gebracht werden musste. 
Am 29. September 2014 bestätigte ein durchgeführter Bluttest, dass Duncan mit dem Ebola-Erreger infiziert war. Am 3. Oktober 2014 wurden 10 Menschen identifiziert, welche aufgrund ihres vorherigen Kontaktes zu Duncan dem größten Infektionsrisiko ausgesetzt waren, darunter Angehörige und das Krankenwagenpersonal. Darüber hinaus wurden 40 weitere Menschen unter Beobachtung gestellt, allerdings wurde hier von einem deutlich geringeren Infektionsrisiko ausgegangen.
Trotz aller ärztlichen Bemühungen verschlechterte sich Duncans Zustand in den folgenden Tagen zusehends. Die letzten vier Tage seines Lebens musste aufgrund von Nierenversagen sogar eine Dialyse parallel zu den eigentlichen Maßnahmen durchgeführt werden.
Thomas Eric Duncan verstarb am 8. Oktober 2014 um kurz vor 8 Uhr morgens an den Folgen seiner Ebola-Infektion in Dallas.
Wie sich später herausstellte, übertrug Duncan das Ebolafieber auf die ihn behandelnden Krankenschwestern Nina Pham und Amber Vinson. Beide Frauen überlebten die Infektion.

## Folgen
Weil Duncan vom Personal des Texas Health Presbyterian Hospital am 25. September 2014 zunächst wieder nach Hause geschickt wurde, obwohl er zu diesem Zeitpunkt bereits sehr hohes Fieber hatte, verklagten seine Angehörigen nach Duncans Tod das behandelnde Krankenhaus. In diesem Zusammenhang wurden deutliche Rassismusvorwürfe gegen das Texas Health Presbyterian Hospital erhoben. Es wurde hervorgehoben, dass Duncan insbesondere deshalb eine unzureichende Aufmerksamkeit durch das Krankenhauspersonal zuteilwurde, weil er afrikanischer Staatsbürger, schwarz und arm war und über keine Krankenversicherung verfügte. Duncans Angehörige und das Krankenhaus kamen letztendlich zu einer außergerichtlichen Übereinkunft.